# Laranjeiras do Sul
Laranjeiras do Sul ist ein brasilianisches Munizip im Süden des Bundesstaats Paraná. Es hatte 2021 geschätzt 32.167 Einwohner, die sich Laranjeirenser-do-Sul nennen. Seine Fläche beträgt 668 km². Es liegt 844 Meter über dem Meeresspiegel.

## Etymologie
Der Name Laranjeiras do Sul leitet sich von dem Kaingang-Wort Nerinhê ab, das Orange bedeutet. Der Zusatz do Sul wurde hinzugefügt, um den Ort von anderen bereits bestehenden Orten mit demselben Namen zu unterscheiden.

## Geschichte

### Besiedlung
Bis Mitte des 18. Jahrhunderts war die Region zwischen Vila de Guarapuava und Colônia Militar de Foz do Iguaçu ein von Indianern bewohntes Hinterland. Der erste Chronist von Paraná Padre Chagas schrieb, dass die Dorins-Indianer die Felder von Nerinhê bewohnten, was in der Kaingang-Sprache Orange bedeutet.
Der Pionier José Nogueira do Amaral soll 1848 als Geächteter gekommen sein und unter den Indianern gelebt haben.
Als sich Paraná 1853 von São Paulo löste, wurde die ersten Besitzurkunden  in diesem Gebiet an José Nogueira do Amaral und Domingos Floriano Machado ausgestellt.
Mit der Gründung des Polizeibezirks im Jahr 1898 begann die Stadt, ihre eigene Identität zu entwickeln. Im Jahr 1901 wurde die Militärkolonie Mallet unter der Führung des 1. Ingenieurbataillons mit dem Ziel eingerichtet, eine Telegrafenleitung von Guarapuava nach Foz do Iguaçu zu bauen.
Im Jahr 1911 wurde der Gerichtsbezirk Laranjeiras eingerichtet. Bis dahin mussten sich die Einwohner für die Ausstellung von Dokumenten wie Geburts-, Heirats- oder Sterbeurkunden an den nächstgelegenen Bezirk in Goioxim wenden.
Am 24. November 1933 wurde die Pfarrei Sant`Ana von Diözesanbischof Dom Antonio Mazzarotto der Diözese Ponta Grossa gegründet.
Das Institut Santa Ana wurde 1938 gegründet und wurde als Schule mit der Ausbildung zur Lehrerin (Curso Normal) zu einer staatsübergreifenden Einrichtung mit Schülerinnen auch aus Santa Catarina und Rio Grande do Sul. Sein erster Lehrer war Aluísio Mayer, Österreicher und eingebürgerter Brasilianer, der 1912 hier ankam. Zu seinen Schülern gehörte Alcindo Natel de Camargo, der später der erste Präfekt wurde.

### Erhebung zum Munizip

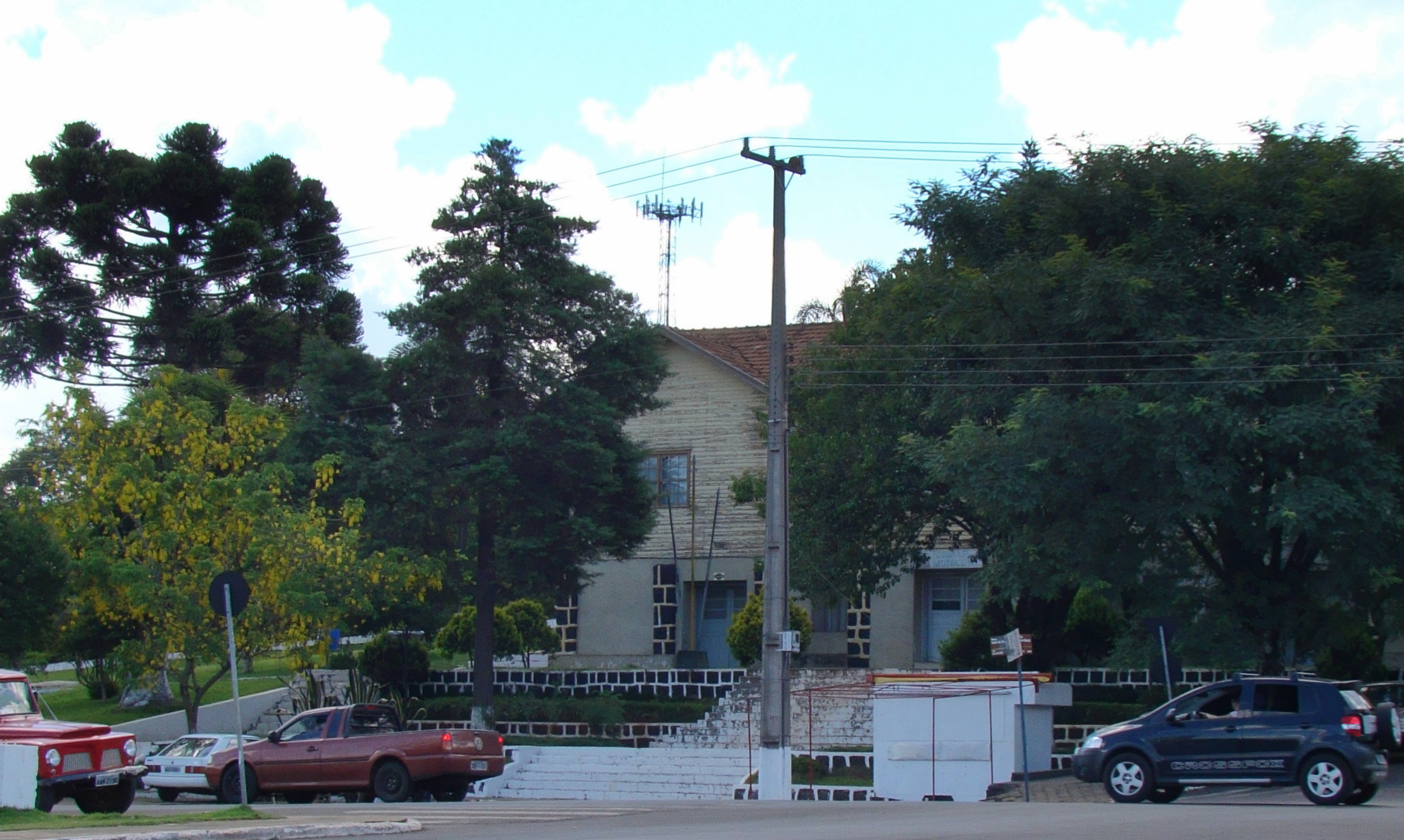
Der Regierungspalast ist das Symbol der ehemaligen Hauptstadt des Bundesterritoriums Iguaçu. Er beherbergt heute den Stadtrat von Laranjeiras do Sul.

Zwischen 1936 und 1943 war Laranjeiras ein Distrikt von Guarapuava. Im September 1944 wurde es unter dem neuen Namen Iguaçu zur Hauptstadt des von Paraná und Santa Catarina abgetrennten Território Federal de Iguaçu. Es wurde nach der Auflösung des Bundesterritoriums durch das Gesetzesdekret Nr. 533 vom 21. September 1946 noch unter dem Namen Iguaçu in den Rang eines Munizips erhoben und am 30. November 1946 als Munizip installiert. Mit dem Staatsgesetz Nr. 2 erhielt es am 11. Oktober 1947 seinen heutigen Namen  Laranjeiras do Sul.

## Geografie

### Fläche und Lage
Laranjeiras do Sul liegt auf dem Terceiro Planalto Paranaense (der Dritten oder Guarapuava-Hochebene von Paraná). Seine Fläche beträgt 668 km². Es liegt auf einer Höhe von 844 Metern.

### Vegetation
Das Biom von Laranjeiras do Sul ist Mata Atlântica.

### Klima
Das Klima ist gemäßigt warm. Es werden hohe Niederschlagsmengen verzeichnet (2199 mm pro Jahr). Im Jahresdurchschnitt liegt die Temperatur bei 18,7 °C. Die Klimaklassifikation nach Köppen und Geiger lautet Cfa.

### Gewässer
Laranjeiras do Sul liegt zu 75 % im Einzugsgebiet des Iguaçú und zu 25 % in dem des Piquirí. Der rechte Iguaçú-Nebenfluss Rio Chagu bildet die westliche Grenze des Munizips. Die östliche Grenze wird vom Rio Itapera bestimmt, einem Nebenfluss des rechten Iguaçú-Nebenflusses Rio Cavernoso. Entlang der nördlichen Grenze fließt der Rio do Cobre in westlicher Richtung zum Piquirí.

### Straßen
Laranjeiras do Sul liegt an der BR-277 von Foz do Iguaçu zum Hafen Paranaguá zwischen den Großstädten Cascavel und Guarapuava.

### Nachbarmunizipien
| Nova Laranjeiras     |                                             | Marquinho |
|                      | Kompassrose, die auf Nachbargemeinden zeigt | Virmond   |
| Rio Bonito do Iguaçu | Porto Barreiro                              |           |

## Stadtverwaltung
Bürgermeister:  Jonatas Felisberto da Silva, Podemos (2021–2024)
Vizebürgermeister: Scarpari, PSD (2021–2024)

## Demografie

### Bevölkerungsentwicklung
| Jahr | Einwohner | Stadt | Land |
| ---- | --------- | ----- | ---- |
| 1950 | 29.126    | 3 %   | 97 % |
| 1960 | 36.087    | 16 %  | 84 % |
| 1970 | 39.651    | 16 %  | 84 % |
| 1980 | 62.838    | 34 %  | 66 % |
| 1991 | 54.102    | 41 %  | 59 % |
| 2000 | 30.025    | 78 %  | 22 % |
| 2010 | 30.777    | 81 %  | 19 % |
| 2021 | 32.167    |       |      |

Quelle: IBGE, bis 2010: Volkszählungen und für 2021: Schätzung

### Ethnische Zusammensetzung
| Gruppe * | 1991    | 2000    | 2010    | wer sich als …                                                                   |
| --- | ------- | ------- | ------- | -------------------------------------------------------------------------------- |
| Weiße | 76,2 %  | 80,6 %  | 70,4 %  | weiß bezeichnet                                                                  |
| Schwarze | 1,6 %   | 2,5 %   | 1,9 %   | schwarz bezeichnet                                                               |
| Gelbe | 0,1 %   | 0,6 %   | 1,1 %   | von fernöstlicher Herkunft wie japanisch, chinesisch, koreanisch etc. bezeichnet |
| Braune | 19,6 %  | 14,1 %  | 25,5 %  | braun oder als Mischung aus mehreren Gruppen bezeichnet                          |
| Indigene | 2,6 %   | 0,5 %   | 1,0 %   | Ureinwohner oder Indio bezeichnet                                                |
| ohne Angabe | 0,0 %   | 1,7 %   | 0,0 %   |                                                                                  |
| Gesamt | 100,0 % | 100,0 % | 100,0 % |                                                                                  |
| *) Anmerkung: Das IBGE verwendet für Volkszählungen ausschließlich diese fünf Gruppen. Es verzichtet bewusst auf Erläuterungen. Die Zugehörigkeit wird vom Einwohner selbst festgelegt. |         |         |         |                                                                                  |

Quelle: IBGE (Stand: 1991, 2000 und 2010)